# Жінка французького лейтенанта (фільм)
«Жінка французького лейтенанта» (англ. The French Lieutenant's Woman) — кінофільм 1981 року. Екранізація однойменного роману Джона Фаулза.

## Зміст
У фільмі розвиваються дві паралельні оповіді про складні стосунки між двома парами, охопленими пристрасними почуттями у непростих обставинах реального життя. Історія однієї англійської пари з вікторіанських часів розгортається на екрані, у той же час самі актори, які грають головних героїв — і він і вона одружені з іншими — переживають роман під час зйомок. Автор веде обидві лінії до якоїсь розв'язки, ніби сам не знаючи, до якої саме. Під час діалогів у середині фільму ми чуємо, що ця історія, ймовірно, матиме два різні варіанти — зі щасливим кінцем та з нещасливим.
У фільмі про давні часи молодий і досить багатий лондонець Чарльз Смітсон (Джеремі Айронс) заручений з Ернестіною Фрімен, дочкою успішного комерсанта. Чарльз вважає себе вченим-палеонтологом, шанувальником Дарвіна. Він уникав одруження, але, познайомившись з Ернестіною, змінив свої переконання. Ернестіна гостює у тітоньки в Лаймі, куди тепер часто навідується Чарльз.
Сара Вудраф (Меріл Стріп) — пропаща жінка, знехтувана всіма. Вона служить компаньйонкою у старої місіс Поултні. Дівчину називають «ходячою трагедією» або «жінкою французького лейтенанта», натякаючи на якусь, нібито «непристойну» історію, яка з нею трапилась раніше. З пізнішої розповіді самої Сари глядач довідується, що пару років тому під час шторму розбилося судно, а викинутого на берег із жахливою раною на нозі офіцера підібрали місцеві жителі. Сара, на той час вчителька французької, віддано доглядала за ним. Лейтенант одужав, поїхав у Веймут, пообіцявши повернутися і одружитися з Сарою. З тих пір вона виходить на пристань і чекає. Ще не знаючи цього, Чарльз уже вражений драматичним почуттям, яке читається в очах дивної і таємничої незнайомки, яку він бачить на молі під час шторму. 
Чарльз захоплено вирушає на пошуки скам'янілостей, якими славляться околиці Лайма, і на прибережних горбах випадково знов зустрічає Сару, самотню і засмучену. Іншим разом він застає її в задумі і милується нею.
Одного разу Сара приводить його в затишний куточок на схилі пагорба і розповідає історію свого нещастя, згадуючи, яким гарним був врятований лейтенант і як гірко помилилася вона, коли приїхала і віддалася йому в якомусь непристойному готелі. Сповідь приголомшує Чарльза. Дівчина зізнається, що вже не сподівається на повернення французького лейтенанта, бо знає про його одруження. Спускаючись у балку, вони несподівано помічають, як обнімаються Сем і Мері (слуги Чарльза і Ернестіни) і ховаються.
Сару виганяє з дому місіс Поултні, яка не може змиритися зі свавіллям і поганою репутацією компаньйонки. Сара ховається в коморі, де її знову знаходить Чарльз. До нещастя, ледь вони поцілувалися, як на порозі виникли Сем і Мері. Смітсон бере з них обіцянку мовчати і, ні в чому не зізнавшись Ернестіні, спішно їде до Лондона. Сара ховається в Ексетері. Вона має п'ятдесят фунтів, залишені на прощання Чарльзом, і це дає їй трохи свободи.
Приблизно від половини фільму сюжет фрагментарно спиняється на стосунках акторів, які грають Сару і Чарльза, і їхні стосунки та почуття ніби переплітаються з почуттями їхніх героїв. Актор, що грає Чарльза, все більше втрачаючи голову, з мукою очікує на закінчення зйомок фільму і неминучої втрати коханої, яку він часом, забувшись, кличе Сарою, за ім'ям героїні. 
Чарльз, замучений сумнівами і пристрастю, все ж їде до Ексетера. Закохані більше не в силах опиратися пристрасті. Сара виявляється незайманою, чого Чарльз не очікував. Він дорікає їй, але обіцяє повернутися до неї наступного дня. Розірвавши заручини з Ернестіною, він поспішає в Ексетер, але Сара зникає. Чарльз безуспішно шукає її, і його навіть не зачіпає ганьба розриву заручин з Ернестіною.
Стосунки акторів-коханців також проходять випробування. Більшість сцен зіграно, і головна героїня повертається до Лондона, де у неї є чоловік. Вона дещо розгублена, але не має наміру кидатись у вир почуттів. У головного героя також сім'я - дружина і двоє дітей, і він змушений дурити й викручуватись, щоб хоч на хвилинку побачити свою коханку — партнерку у фільмі. Він то старається запросити кількох людей зі знімальної трупи, щоб хоч коротко побачити свою кохану, навіть у супроводі її чоловіка, то дзвонить їй, щоб почути хоча б голос. Він уникає пояснень з дружиною, яка підозрює про його «грішок».
Нарешті, у головному сюжеті, через три роки Чарльз отримує довгоочікувану звістку від Сари. Смітсон знаходить Сару, яко гувернантку в будинку багатого художника, де вона доглядає за дітьми і почуває себе цілком вільною. Вона реалізує себе також як художниця. Сара просить вибачення у Чарльза за всі ці роки пошуків. В останніх кадрах глядач бачить, як вони щасливо пливуть у човні річкою, освітлені сонцем.
А тим часом актори (дознявши цю фінальну сцену) вже мають прощальну забаву. Головний герой хоче відкликати свою партнерку, якось переконати її продовжити стосунки, але та від'їжджає, залишивши його переживати муки розділеного, але розлученого кохання. Таким чином історія отримує своє друге — нещасливе завершення.

## У ролі
| Актор            | Роль           |
| ---------------- | -------------- |
| Меріл Стріп      | Сара Вудраф    |
| Джеремі Айронс   | Чарльз Смітсон |
| Девід Ворнер     | Мерфі          |
| Лео Маккерн      | лікар Ґроґан   |
| Алан Армстронг   | Граймс         |
| Пітер Вон        | містер Фрімен  |
| Пенелопа Вілтон  | Соня           |
| Гілтон Мак-Рей   | Сем            |
| Емілі Морган     | Мері           |
| Шарлотта Мітчелл | місіс Трентер  |

## Нагороди та номінації

### Премія Оскар
номінації:
- За найкращу жіночу роль: Меріл Стріп
- Найкраща робота художника-оформлювач
- Найкращий дизайн костюмів
- Найкращий монтаж
- Найкращий адаптований сценарій

### ПреміяBAFTA
нагороди:
- Премія імені Ентоні Есквіта за найкращу музику до фільму
- Найкраща актриса: Меріл Стріп
- Найкращий звук:

номінації:
- Найкращий фільм
- Найкраща чоловіча роль: Джеремі Айронс
- Найкраща операторська робота
- Найкращий дизайн костюмів
- Найкраща режисура
- Найкращий монтаж
- Найкращий художній дизайн
- Найкращий сценарій

### ПреміяЗолотий глобус
нагороди:
- Найкраща актриса: Меріл Стріп

номінації:
- Найкращий фільм
- Найкращий сценарій

## Знімальна група
- Режисер — Карел Рейш
- Сценарист — Гарольд Пінтер, Джон Фаулз
- Продюсер — Леон Клор, Джеффрі Гелман, Том Мешлер